# Тарапата Іван Кузьмович
Іван Кузьмич Тарапа́та (1920—1996) — український актор. Народний артист України (1978).
Народився 11 липня 1920 р. у с. Перевіз Полтавської області. Закінчив Київський державний інститут театрального мистецтва (1949, майстерня І. Чабаненка). Працював у Вінницькому українському музично-драматичному театрі. Знявся у фільмах: «Кров людська — не водиця» (1960), «Женці» (1978, Семен Іванович Сивокінь).